# Tinodes altsahir
Tinodes altsahir är en nattsländeart som beskrevs av Gonzalez och Malicky 1988. Tinodes altsahir ingår i släktet Tinodes och familjen tunnelnattsländor. Inga underarter finns listade i Catalogue of Life.